# Resolutie 2122 Veiligheidsraad Verenigde Naties
Resolutie 2122 van de Veiligheidsraad van de Verenigde Naties werd unaniem aangenomen door de VN-Veiligheidsraad op 18 oktober 2013. Deze resolutie vroeg dat vrouwen tijdens een gewapend conflict meer betrokken zouden worden bij de oplossing van het conflict, onder meer door ze een plaats te geven aan de onderhandelingstafel. Om dit te bereiken moest resolutie 1325 uit 2000 volledig worden uitgevoerd.
Over resolutie 2122 werd gestemd na een debat over vrouwen, ordehandhaving en overgangsjustitie na een gewapend conflict op basis van een concept dat door Azerbeidzjan was ingediend en een rapport van de secretaris-generaal over de uitvoering van resolutie 1325.

## Inhoud

### Waarnemingen
Gendergelijkheid was van belang bij het bewaren van de internationale vrede. De volledige uitvoering van 1325 uit 2000 kon enkel worden bewerkstelligd door meer aandacht te besteden aan de betrokkenheid en mensenrechten van vrouwen. Door hun ongelijke rechten waren vrouwen vaak extra kwetsbaar tijdens een conflict. Ook de Veiligheidsraad zelf moest hier meer aandacht voor hebben.

### Handelingen
De Veiligheidsraad was van plan meer aandacht te zullen geven aan de betrokkenheid van vrouwen bij de oplossing van conflicten. In het kader van vredesoperaties werd een grotere deelname van vrouwen beoogd bij het politieke proces, ontwapening, demobilisatie, herintegratie, hervorming van leger, politie en justitie en heropbouw. Ook moest tijdens missies gedacht worden aan de bescherming van vrouwen en meisjes. De noodhulpverlening moest voorzien worden op vrouwen die zwanger raakten door verkrachting.

## Verwante resoluties
- Resolutie 1889 Veiligheidsraad Verenigde Naties (2009)
- Resolutie 1960 Veiligheidsraad Verenigde Naties (2010)
- Resolutie 2242 Veiligheidsraad Verenigde Naties (2015)

Lijst ·  2086 ·  2087 ·  2088 ·  2089 ·  2090 ·  2091 ·  2092 ·  2093 ·  2094 ·  2095 ·  2096 ·  2097 ·  2098 ·  2099 ·  2100 ·  2101 ·  2102 ·  2103 ·  2104 ·  2105 ·  2106 ·  2107 ·  2108 ·  2109 ·  2110 ·  2111 ·  2112 ·  2113 ·  2114 ·  2115 ·  2116 ·  2117 ·  2118 ·  2119 ·  2120 ·  2121 ·  2122 ·  2123 ·  2124 ·  2125 ·  2126 ·  2127 ·  2128 ·  2129 ·  2130 ·  2131 ·  2132